# بيلي جو داوغرتي
بيلي جو داوغرتي (بالإنجليزية: Billy Joe Daugherty)‏ هو قس أمريكي، ولد في 23 أبريل 1952 في ماغنوليا في الولايات المتحدة، وتوفي في 22 نوفمبر 2009 في هيوستن في الولايات المتحدة بسبب لمفوما.